# Oroscopa
Oroscopa là một chi bướm đêm thuộc họ Erebidae.